# Mosteiro Ter Apel
O Mosteiro Ter Apel (em neerlandês:  Klooster Ter Apel) é um ex- mosteiro na vila de Ter Apel na província neerlandesa de Groninga . É o único mosteiro na área de Frísia e Groninga, que sobreviveu à Reforma em uma condição decente, e o único mosteiro rural restante da Idade Média nos Países Baixos. O convento possui um museu sobre a história do mosteiro, a história da igreja e sobre a arte religiosa, assim como duas galerias de arte contemporânea. Uma parte do mosteiro funciona como uma Igreja Reformada Neerlandesa.
O mosteiro está localizado no extremo sudeste da província de Groninga em um cume ao longo da antiga rota de comércio de Münster para Groninga. Ele auxiliava a passagem de viajantes e peregrinos, o mosteiro era um lugar de hospitalidade e dedicação. Ter Apel é o último mosteiro fundado em Groninga, e de 34 mosteiros da província é o único que continua reconhecível como um convento.

## História

### Fundação
Em 1464, Jacobus Wiltingh, um pároco de Garrelsweer e vigário em Loppersum, doou o terreno para os Cônegos Regulares da Ordem da Santa Cruz, com a condição de ser construído um mosteiro no local, sobre os restos de um convento do século XIII da Ordem Premonstratense. Em maio de 1465, a Ordem da Santa Cruz reuniu-se em capítulo na cidade de Huy, e foi decidido que o Mosteiro Ter Apel era um presente de Deus. O Mosteiro Santa Gertrudes de Nivelles em  Bentlage, perto de Rheine ficou responsável pelo novo mosteiro, e enviou quatro sacerdotes e vários irmãos leigos para Apel, que fundaram o mosteiro e o nomearam Novae Domus Lucis, a ("Casa da Nova Luz").
A Construção, realizada entre 1465 e 1561, seguiu o plano do convento de Bentlage , que incluiu, além da construção do convento, uma portaria, moinhos de água, uma biblioteca, uma padaria, uma fábrica de cerveja, e uma pousada.
O mosteiro foi ganhou vários presentes, incluindo um vitral em 1561 dado pelo Tenente Johan de Mepsche e  sua esposa, com figuras representando Moisés e as tábuas contendo os Dez Mandamentos.
O terreno ao redor do mosteiro era rico em argila, que também foi usada na construção; em 1492, foi assinado um acordo com o município de Roswinkel para a escavação de argila, em terras arrendadas pelo mosteiro da vila de Weerdinge.

### Depois da Reforma
Quando a área foi conquistada em 1593 por William Louis, Conde de Nassau-Dillenburg, O catolicismo foi proibido e o convento, e toda a área de Westerwolde, tornam-se propriedade da cidade de Groninga; o mosteiro foi salvo, ao contrário de centenas de outros nos Países Baixos, porque o abade se converteu ao protestantismo.
Tempestades, incêndios e altos custos de manutenção causaram grandes problemas após 1600. O mosteiro sofreu muitas mudanças até 1930. A fachada oeste foi demolida após 1755, e as abóbadas da igreja foram deixadas em ruínas (1837). Mas ao contrário de todos os outros mosteiros em Groninga, uma grande parte dos edifícios originais permaneceram.

### Restauração
Entre 1930 e 1933, por iniciativa da cidade de Groninga, os edifícios restantes foram cuidadosamente restaurados e preservados, sob a direção do engenheiro da cidade Nederveen Cappel. No piso térreo, três das quatro alas originais foram mantidas: a igreja de cônegos seculares e leigos na ala sul; a sala de capítulo e a sacristia na ala leste; e os refeitórios (hoje um café), a adega abobadada , a despensa e as acomodações da ala norte. Estas alas são conectadas por um deambulatório, ao redor do claustro. O jardim do claustro medieval original foi substituído por um Jardim de ervas; a localização deste jardim é o único jardim  medieval  que ainda existe nos Países Baixos.

### Ter Apel hoje
Desde 1992 que o Mosteiro Ter Apel está listado no "Top 100" de bens imóveis nos Países Baixos, pela UNESCO Em 2000, a construção de uma nova ala oeste foi iniciada, projetado pelo arquiteto dinamarquês Johannes Exner; em setembro de 2001 a obra foi concluída.
Mais renovações tiveram lugar em 2007 e 2008, com um subsídio da União Europeia. O recém renovado scriptorium apresenta uma exposição de livros e manuscritos. Também foi adicionado recentemente um Workshop para vitrais. O mosteiro é usado para realizar anualmente um torneio de xadrez, o Klooster Internationaal Tournament, e continua a organizar um festival anual medieval, que em 2010 atraiu cerca de 8000 visitantes.
Em 2009, o mosteiro começou a publicar livros, a primeira publicação foi uma história de mosteiros medievais holandeses, o livro De Middeleeuwse kloostergeschiedenis van de Nederlanden.

## Galeria

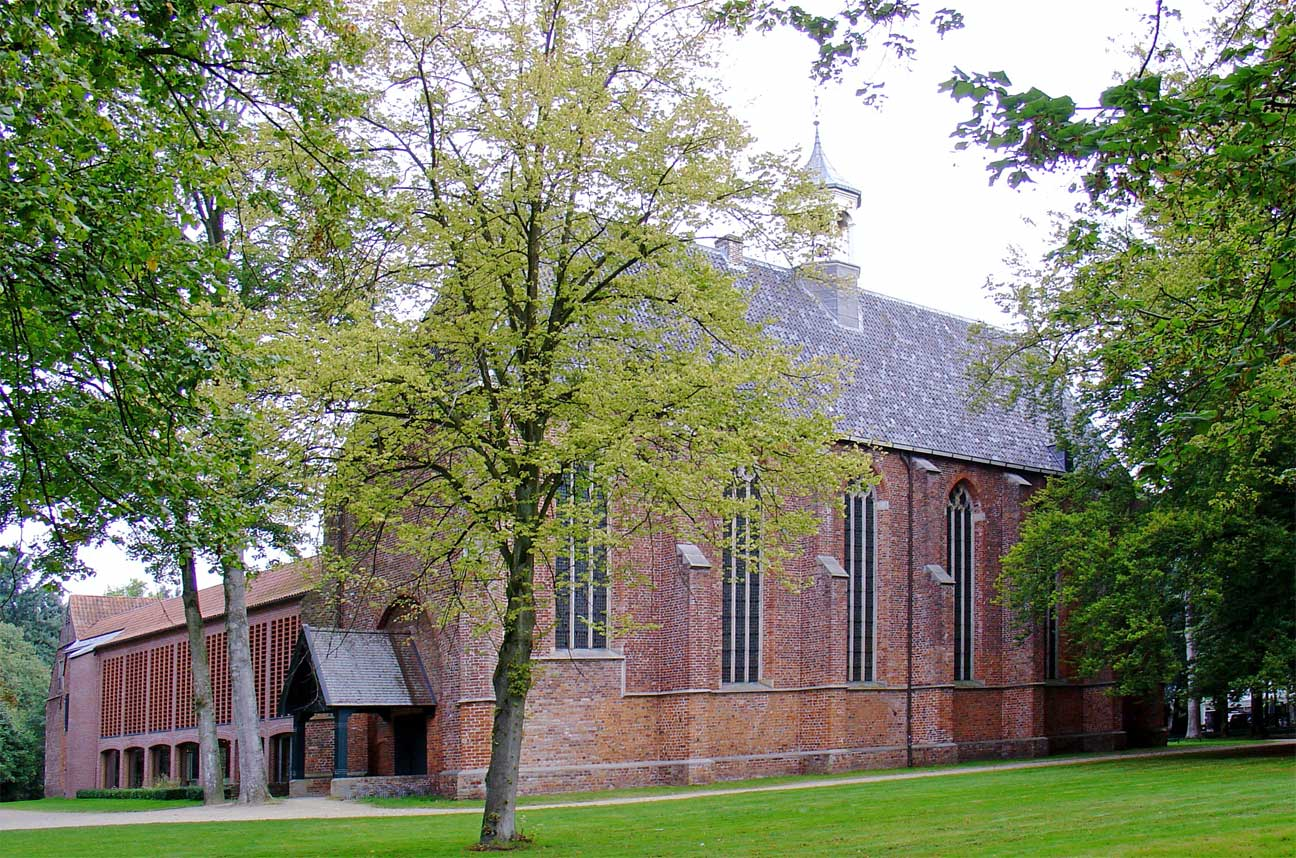
Igreja, na ala sul, com vista para a nova ala oeste
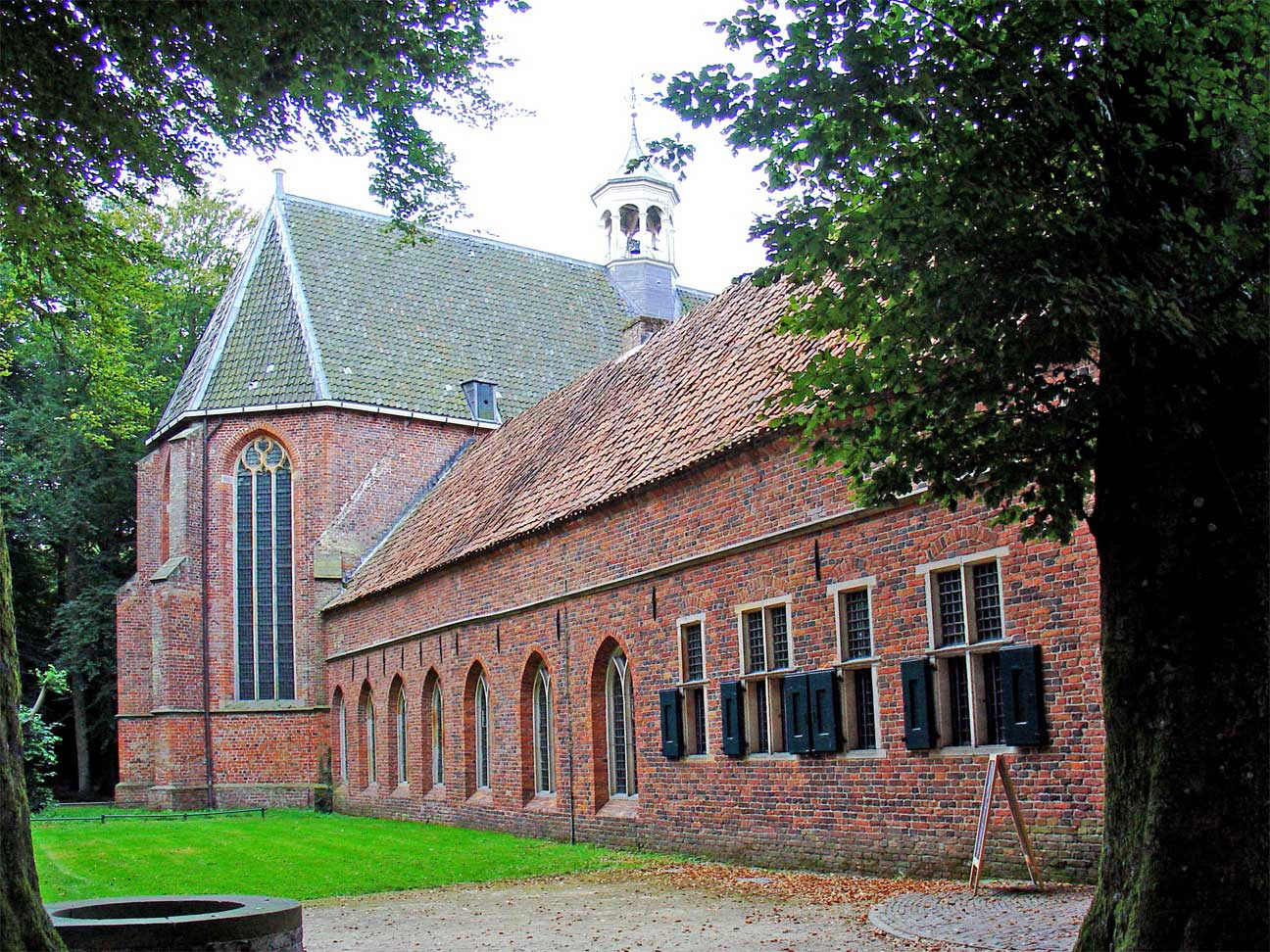
Ala leste
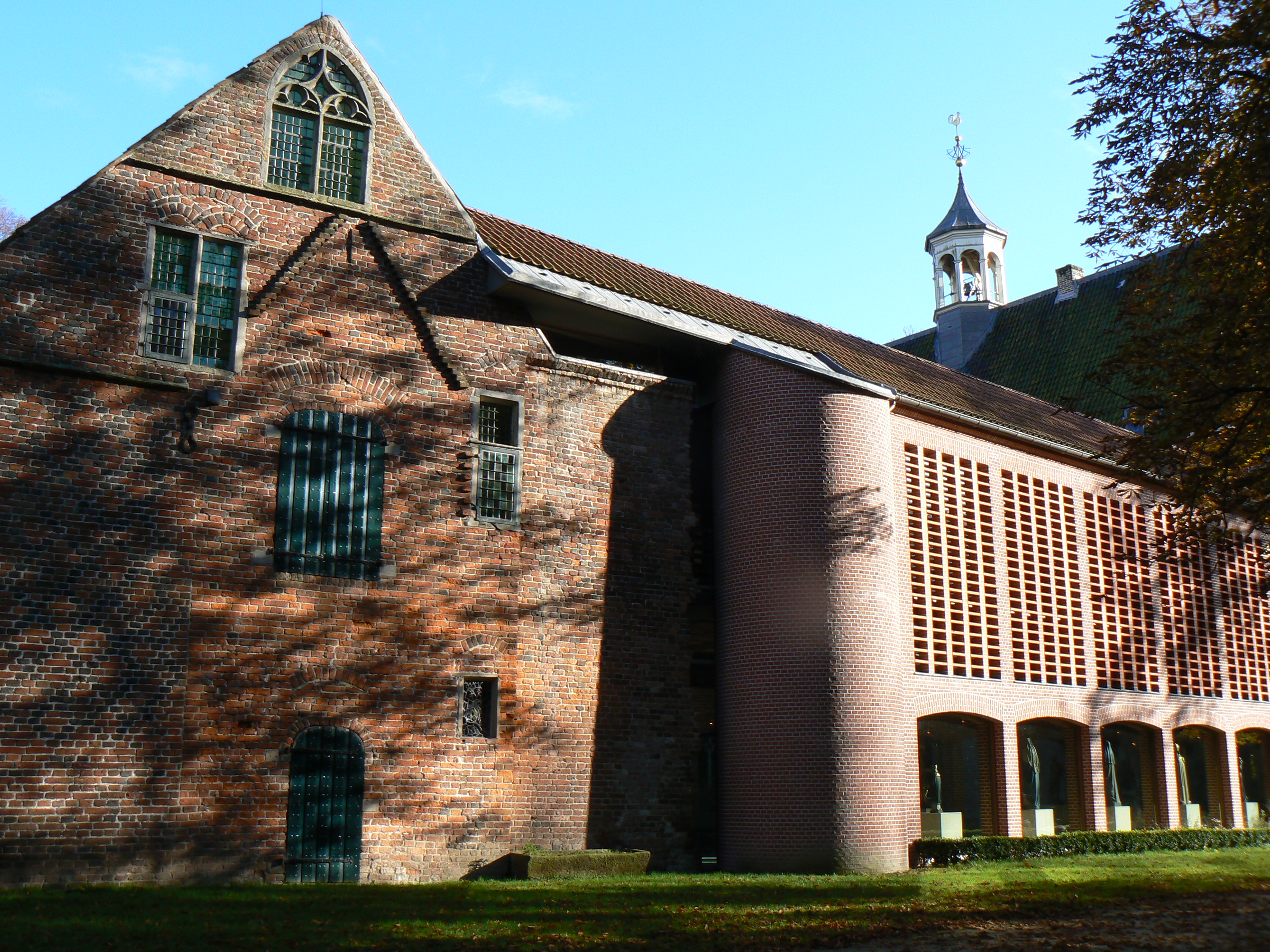
Nova ala oeste
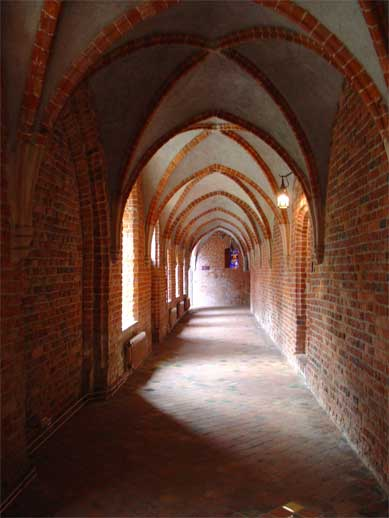
Deambulatório
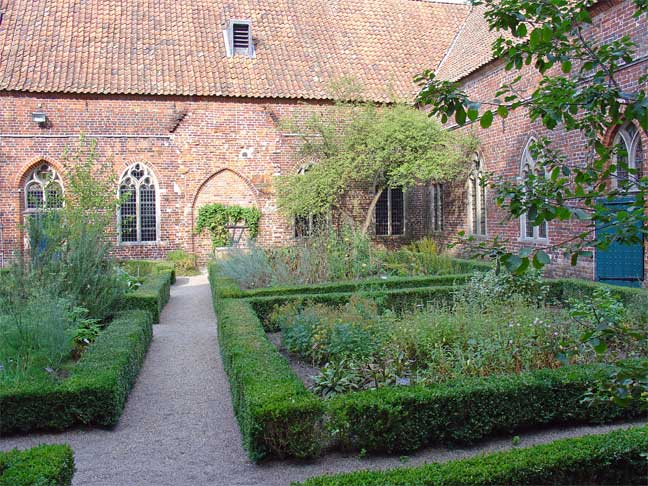
Claustro
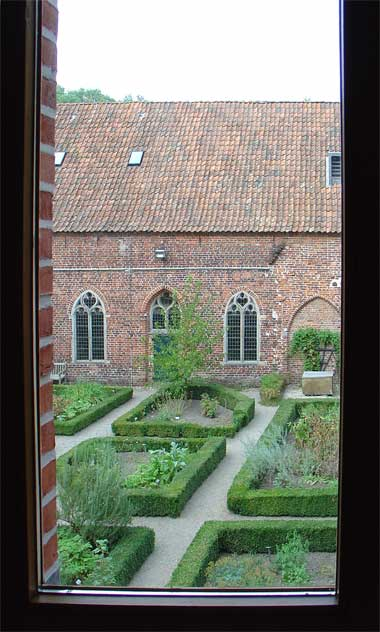
Claustro, jardim de ervas